# Stepan Razin (film)
Stepan Razin (în rusă Степан Разин) este un film dramatic sovietic din 1939, regizat de Ivan Pravov și Olga Preobrajenskaia.

## Rezumat
Cazacul de pe Don Stepan Razin a jurat că se va răzbuna pe boieri pentru că i-au torturat prietenii. După ce i-a condus la luptă pe țăranii răsculați, el a devenit conducătorul întregii armate. Umiliți și obidiți din întreaga Rusie i se alătură.

## Distribuție
- Andrei Abrikosov — Stepan Razin[5]
- Vladimir Gardin — Kivrin
- Elena Kondratieva — Aliona Razina
- Piotr Leontiev — țarul Alexei al Rusiei
- Ivan Peltțer — bunicul Taras
- Nina Zorskaia — prințesa persană
- Mihail Jarov — Lazunka
- Serghei Martinson — Feodor[6]